# Nippononethes kiiensis
Nippononethes kiiensis är en kräftdjursart som först beskrevs av Nunomura1990.  Nippononethes kiiensis ingår i släktet Nippononethes och familjen Trichoniscidae. Inga underarter finns listade i Catalogue of Life.